# تا جایی که می‌توانی سریع
«تا جایی که می‌توانی سریع» (به انگلیسی: Fast as You Can) ترانه‌ای سروده‌شده توسط فیونا اپل و به تهیه‌کنندگی جان براین می‌باشد که در دومین آلبوم استودیویی وی تحت عنوان وقتی که مهره پیاده… قرار دارد؛ این ترانه در ۵ اکتبر سال ۱۹۹۹ در ایالات متحده و در ۱۴ فوریهٔ سال ۲۰۰۰ در بریتانیا به‌عنوان تک‎‌آهنگ اصلی این آلبوم منتشر شده‌است.